# Strzebor
Strzebor, Trzebor – staropolskie imię męskie, złożone z członu Strze(ży)- ("strzec") oraz członu -bor ("walczyć, zmagać się"). Mogło oznaczać "tego, który strzeże walcząc".